# Casola Valsenio
Casola Valsenio je italská obec v provincii Ravenna v oblasti Emilia-Romagna.
V roce 2013 zde žilo 2 668 obyvatel.

## Sousední obce
Borgo Tossignano (BO), Brisighella, Castel del Rio (BO), Fontanelice (BO), Palazzuolo sul Senio (FI), Riolo Terme

## Vývoj počtu obyvatel
Zdroj: 